# Benson Kipchumba Barus
Benson Kipchumba Barus (* 4. Juli 1980) ist ein kenianischer Langstreckenläufer, der sich auf den Marathon spezialisiert hat.
Der Juniorenweltmeister von 1998 über 10.000 m gewann 2002 den Luzerner Stadtlauf.
2006 wurde er bei seinem Debüt über die 42,195-km-Distanz Zweiter beim Mailand-Marathon in 2:08:34 h. Einem vierten Platz beim JoongAng Seoul Marathon 2007 in 2:09:04 folgte 2008 zunächst ein neunter Platz beim Paris-Marathon in 2:09:23. Im Herbst gewann er den Udine-Halbmarathon und blieb mit 59:41 min unter der magischen Ein-Stunden-Marke; einen Monat später wurde er Fünfter beim Frankfurt-Marathon in 2:08:57.
2009 siegte er beim Turin-Marathon in 2:09:07 und wurde Dritter beim Peking-Marathon in 2:08:51. Im Jahr darauf wurde er jeweils Zweiter beim Rom-Marathon und beim Chuncheon-Marathon.
2011 gewann er den Prag-Marathon.
Benson Kipchumba Barus gehört der Ethnie der Tugen an, ist verheiratet und Vater von zwei Töchtern. Er wird vom Italiener Claudio Berardelli trainiert.

## Persönliche Bestzeiten
- 10.000 m: 28:09,32 min, 23. Juni 2001, Nairobi
- 10-km-Straßenlauf: 27:52 min, 21. April 2003, Gualtieri
- Halbmarathon: 59:41 min, 28. September 2008, Udine
- Marathon: 2:07:07 h, 8. Mai 2011, Prag